# 欧州宇宙天文学センター
欧州宇宙天文学センター(European Space Astronomy Centre、ESAC)は、欧州宇宙機関(ESA)の施設であり、太陽系の探査を担当する。スペインのマドリードに近いビリャヌエバ・デ・ラ・カニャダに所在し、ESAのアーカイブと全ての惑星ミッションの管制センターがある。

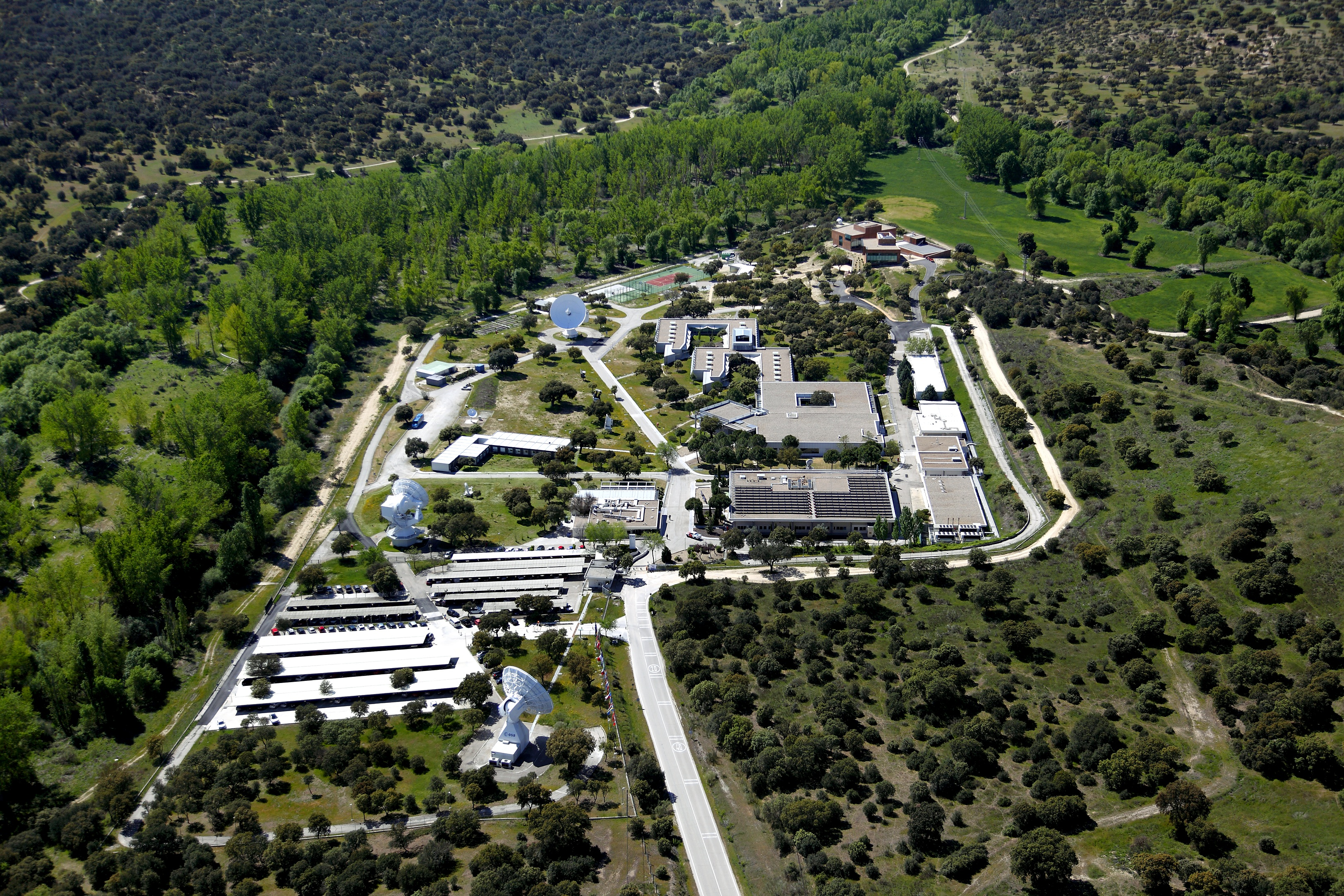
ESACの航空写真

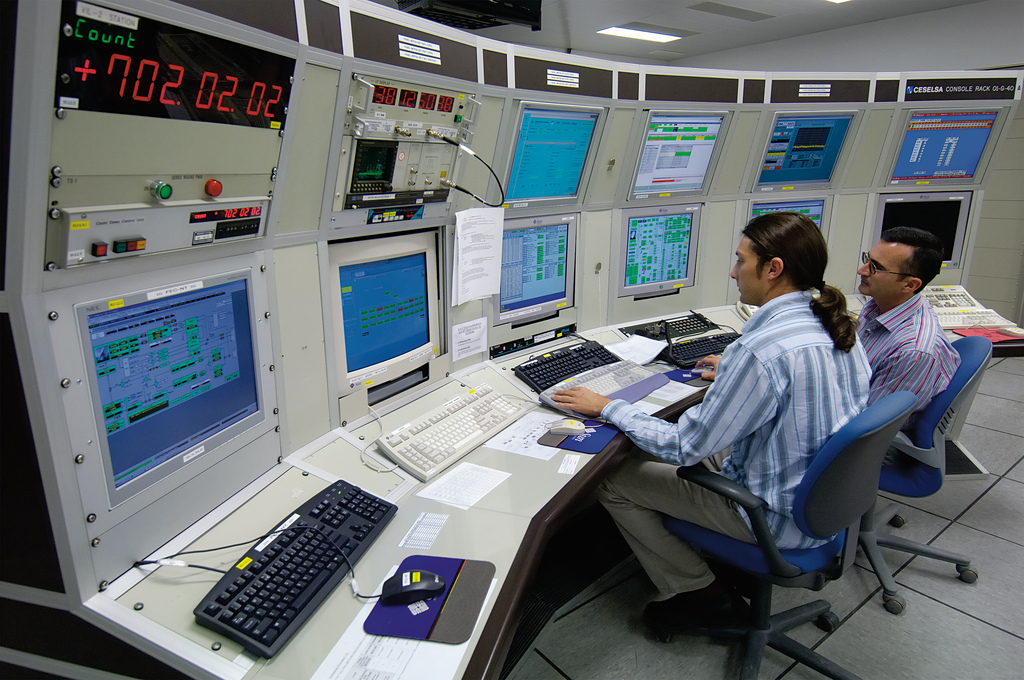
MADRID 060518 MXALX 007

マドリード郊外のこの施設は、地球の大気の上にある宇宙望遠鏡から、ブラックホールや遠方の銀河、近隣の惑星、さらに太陽系外惑星の画像データが最初に送られ、分析される場所である。ESACは、ESAの宇宙望遠鏡や惑星ミッションの「家」であり、ここからそれらのオペレーションがなされ、また生み出された全てのデータが集められて全世界に公開されている。ESACで行われているミッションには、あかり、ベピ・コロンボ、ガイア計画、ハーシェル宇宙望遠鏡、インテグラル、LISA パスファインダー、マーズ・エクスプレス、プランク、ロゼッタ、ビーナス・エクスプレス、XMM-Newton等がある。
深宇宙と太陽系の探査に加え、ESACは、SMOSのデータ処理も担当している。
ESACの活動に不可欠な深宇宙探査アンテナは、アビラ県のセブレーロスに位置する。2005年9月に開設された非常に正確な指向性を持つ35mのアンテナにより、ESAは水星、金星、火星やさらに遠くの惑星の情報を集められるようになった。
ESACは、ESAが他の宇宙機関とともに行うミッションにも参加している。1つの例としては、日本が主導して2006年2月21日に打ち上げられ、赤外線サーベイを行う人工衛星あかりがある。また将来のものとしては、アメリカ航空宇宙局が主導するジェームズ・ウェッブ宇宙望遠鏡がある。
またESACは、スペインの若い科学者に天体物理学や基礎物理学の分野への参入を後押しすることを目的とした研究所Spanish Laboratory for Space Astrophysics and Fundamental Physics (LAEFF)も保有している。
ESACのあるビリャヌエバ・デ・ラ・カニャダは、マドリードの西約30kmにある。常緑のオークと15世紀の城の廃墟がESAのハイテクな巨大アンテナや近代的なビルを背景に景観を作っている。セブレーロスはアビラ県にあり、マドリードから約90km、ESACから約65kmの距離にある。